# Rinaldo Capello
Rinaldo "Dindo" Capello (Asti, Italia, 17 de junio de 1964) es un piloto de automovilismo de velocidad. Desde 2000 es piloto oficial de la marca alemana Audi, con la cual ganó las principales carreras y campeonatos de resistencia, con Tom Kristensen y Allan McNish como compañeros de butaca más frecuentes.
Fue campeón de la clase LMP1 de la American Le Mans Series en 2006 y 2007, obtuvo tres victorias y diez podios absolutos en las 24 Horas de Le Mans, venció cinco veces las 12 Horas de Sebring, y es el máximo ganador de la Petit Le Mans con cinco triunfos.

## Carrera deportiva

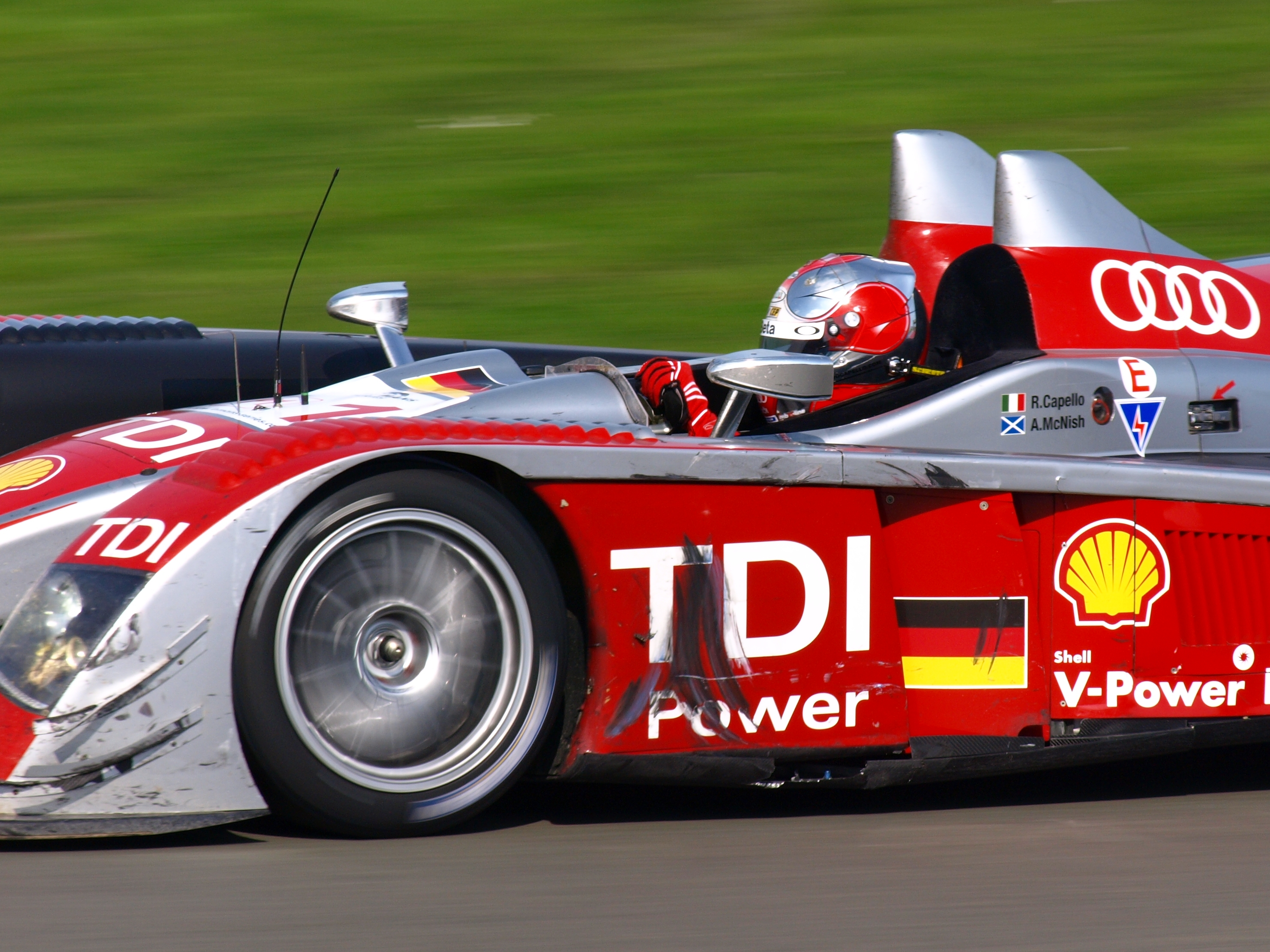
Karting 1990

Capello comenzó su carrera profesional en el karting en 1976. En 1983 pasó a la Fórmula Fiat Abarth, y en 1985 a la Fórmula 3 Italiana. En 1990 comenzó a competir en turismos, coronándose campeón italiano de turismos del Grupo A en 1990 con un Volkswagen Golf y cuarto en 1991. Luego pasó al Campeonato Italiano de Superturismos, donde se llevó el título en 1996 con un Audi A4, fue subcampeón en 1995 y tercero en 1997. Además, en 1994 resultó séptimo en el Campeonato Alemán de Superturismos, en 1997 obtuvo su primera gran victoria en resistencia, las 6 Horas de Vallelunga, y en 1998 debutó en las 24 Horas de Le Mans con un McLaren F1 de la clase GT1.
En 2000, Audi reclutó a Capello para su programa de sport prototipos. Ganó las 24 Horas de Le Mans de 2003, 2004 y 2008 (la primera de ellas en un Bentley, también del grupo Volkswagen), finalizó segundo en 2001 y 2002 y tercero en 2000, 2006, 2009 y 2010. En la edición 2007 lideraba cuando un neumático se le salió en plena curve y le hizo chocar y abandonar. Además, fue vencedor de las 12 Horas de Sebring de 2001, 2002, 2006, 2009 y 2012, segundo en 2000 y tercero en 1999 y 2008, y triunfó en Petit Le Mans en 2000, 2002, 2006, 2007 y 2008.
Además de competir en las principales carreras de resistencia, Capello disputó varios campeonatos de sport prototipos. Desde 2000 hasta 2002 lo hizo en la American Le Mans Series; ganó seis carreras de doce en 2000, cinco de diez en 2001 y cinco de diez en 2002. Así, colaboró en la consagración de Audi en el título de equipos y el de constructores de la clase LMP900 las tres temporadas. En 2005 disputó la temporada completa del Deutsche Tourenwagen Masters, sin poder cosechar puntos.
Capello volvió a la American Le Mans Series en 2006, consagrándose campeón de pilotos de la clase LMP1 con ocho victorias en diez fechas. Volvió a dominar en 2007, con nueve victorias en doce fechas. Eso le hizo ganar todos los títulos esos dos años. Capello se trasladó a Europa en 2007 para hacerle frente a Peugeot en la Le Mans Series. Con una victoria, quedó quinto en el campeonato de pilotos y tercero en el de equipos, por detrás de sus dos compañeros de equipo y la dupla de Peugeot.
Como preparativo para las 24 Horas de Le Mans de 2010, Capello venció en las 8 Horas de Le Castellet de la Le Mans Series. En 2011, disputó cuatro fechas de la Copa Intercontinental Le Mans; su mejor resultado fue un tercer lugar en Spa. El italiano participó en las tres primeras fechas del renombrado Campeonato Mundial de Resistencia 2012, obteniendo una victoria y tres podios.
Tras obtener su décimo podio en las 24 Horas de Le Mans de 2012, Capello anunció su retiro de los sport prototipos. Por su parte, continúa su carrera como pilotos de gran turismos. Desde 2009, participa en el Campeonato Italiano de Gran Turismos con un Audi R8 de la clase GT3. Capello finalizó quinto en 2009, noveno en 2010, cuarto en 2011, octavo en 2012 y 14º en 2013.

## Resultados

### Campeonato Mundial de Resistencia de la FIA
(Clave) (negrita indica pole position) (cursiva indica vuelta rápida)

| Año  | Escudería             | Clase | Automóvil               | 1   | 2   | 3   | 4   | 5   | 6   | 7   | 8   | Pos. | Puntos | Ref.  |
| ---- | --------------------- | ----- | ----------------------- | --- | --- | --- | --- | --- | --- | --- | --- | ---- | ------ | ----- |
| 2012 | Audi Sport Team Joest | LMP1  | Audi R18 e-tron quattro | SEB | SPA | LMS | SIL | SÃO | BHR | FUJ | SHA | 5.º  | 77     | [ 1 ] |
| 2012 | Audi Sport Team Joest | LMP1  | Audi R18 e-tron quattro | 1   | 4   | 2   |     |     |     |     |     | 5.º  | 77     | [ 1 ] |